# Музика у Кини 20. и 21. века
Музика у Кини је током 20. и 21. века претрпела велике промене. Почетком 20. века, услед Новог културног покрета, пробудило се велико интересовање за европску и америчку музику. Велики број кинеских музичара отишло је да се школује у Америку. Њиховим повратком у Кину, у традиционалну музику имплементирани су елементи преузети из америчке музике, што се одржало и дан данас. Израз „синификација“ (hanhua) први пут је употребљен у Синологији да опише процес „постајања Хан Кинеза". Већину становништва Кине чинио је народ Хана, али је временом растао број других народности и досељеника. Самим тим, израз синификација означава процес асимилације туђих обичаја и култура у оквире ханских друштвених образаца, што је био случај и са музиком. Било шта што је страно, егзотично или непознато, Ханци су уклапали у своје стандарде. Тек крајем 19. века схватили су да је једини начин да превазиђу опасности којима их излаже све оно што је другачије, јесте да се они сами промене и прилагоде. То, наравно, није подразумевало напуштање националног идентитета или културе, већ прављење нечег новог тако да одговара кинеском народу и њиховом укусу. Музика у 21. веку постаје мешавина свих жанрова из различитих делова света, те постаје боље прихваћена и ван Кине.

## Музика у периоду Републике Кине (1912–1949)
Велики број музичара се 1910-их и 1920-их у Кину враћа из Америке и Европе, где су изучавали концепт класичне музике који потиче управо из западне Европе, а затим почињу да компонују дела користећи се њиховим нотним системом. Формирани су симфонијски оркестри који су наступали у концертним халама пред широким аудиторијумом, као и на радију. По први пут се користе инструменти као што су ксилофон и саксофон, што показује колики је био утицај џеза у композицијама које су стварали под жанром традиционалне кинеске музике. Године 1934. у Кину се, из Америке, враћа Хуанг Џе (Huang Zhe), који је дипломирао на Универзитету Јејл са мастером из области музике. Он је био први признати музичар и учењак. Прва музичка школа у Кини оформљена је 1927. године под називом Шангајска специјална школа музике. Најпознатији извођачи и композитори овог периода су: Лу Венченг (Lu Wencheng), Ли Ђинхуеи (Li Jinhui), Џоу Сјуен (Zhou Xuan), Ћуеј Хечоу (Qui Hechou), Ђин Циџунг (Jin Cizhong), Хе Даша (He Dasha).
Комунистичка партија користила је музику као једну врсту медијума да би ширила своје политичке идеје и та врста утицаја на музичку сцену одржала се и дан данас. Тако су створене револуционарне песме које су подстицале у народу жељу за променама. Многе традиционалне песме су адаптиране тако да подрже комунистичке принципе. Пример оваквих песама је народна песма „Исток је црвен” (Dongfang Hong) која потиче из северног дела Шаанси провинције, а која је била де факто химна за време Културне револуције, као и тренутна химна Народне Републике Кине „Марш добровољаца” (Yiyongjun Jinxingqu) која је написана у току Другог кинеско-јапанског рата (1937—1945).
„Исток је црвен”
| Упрошћено кинеско писмо | Традиционално кинеско писмо | Пинјин | Превод на српски језик |
| --- | --- | --- | --- |
| 东方红，太阳升， 中国出了个毛泽东。 他为人民谋幸福， 呼尔嗨哟，他是人民大救星！ 毛主席，爱人民， 他是我们的带路人， 为了建设新中国， 呼尔嗨哟，领导我们向前进！ 共产党，像太阳， 照到哪里哪里亮。 哪里有了共产党， 呼尔嗨哟，哪里人民得解放！ | 東方紅，太陽升。 中國出了個毛澤東。 他為人民謀幸福， 呼爾嗨喲，他是人民大救星！ 毛主席，愛人民， 他是我們的帶路人， 為了建設新中國， 呼爾嗨喲，領導我們向前進！ 共產黨，像太陽， 照到哪裡哪裡亮， 哪裡有了共產黨， 呼爾嗨喲，哪裡人民得解放！ | Dōngfāng hóng, tàiyáng shēng, Zhōngguó chū liǎo ge Máo Zédōng, Tā wèi rénmín móu xìngfú, Hū'ěr-hei-yo, tā shì rénmín dà jiùxīng! (Понављају се последња два стиха) Máo zhǔxí, ài rénmín, Tā shì wǒmén de dàilùrén Wèile jiànshè xīn Zhōngguó, Hū’ěr-hei-yo, lǐngdǎo wǒmén xiàng qiánjìn! (Понављају се последња два стиха) Gòngchǎndǎng, xiàng tàiyáng, Zhàodào nǎlǐ nǎlǐ liàng, Nǎlǐ yǒu liǎo Gòngchǎndǎng, Hū‘ěr-hei-yo, nǎlǐ rénmín dé jiěfàng! (Понављају се последња два стиха) | Исток је црвен, сунце излази. Из Кине стиже Мао Цедунг. Он се бори за срећу народа, Ура, он је наш спаситељ. (Понављају се последња два стиха) Председник Мао воли народ. Он је наш вођа У изградњи нове Кине Ура, води нас напред! (Понављају се последња два стиха) Комунистичка партија налик је сунцу, где год да сија, ведро је. Где год да је Комунистичка партија, Ура, тамо народ је ослобођен. (Понављају се последња два стиха) |

## Музика у периоду Народне Републике Кине (1949—1990)
У овом периоду стварају се нови жанрови. Шидајћу (Shi daiqu), један од најпознатијих жанрова који потиче из Шангаја, комбинација је кинеске народне музике и европског џеза. Седам великих певачких звезда су такође били најпопуларнији певачи средином 20. века. Свему овоме дошао је крај доласком Комунистичке партије на власт која је ову, популарну музику, прогласила непримереном. Када се Куоминтанг пребацио на Тајван и када је Народна Република Кина основана (1949. године), револуционарне песме, које су промовисане од стране државе, биле су једини прихватиљиви жанр. Денг Сјаопинг (Deng Xiaoping) је својом реформом вратио поп музику у Кину. Кинеска музика је била комбинација попа и класичне музике док је традиционална музика и даље имала велики значај. После протеста на Тргу небеског мира, настаје нови правац у кинеској музици, као знак побуне против кинеске владе. Та побуњеничка музика касније прераста у кинеску рок музику и постаје изразито популарна 1990-их. Међутим, медији нису поклонили довољно пажње овом правцу и из тог разлога није постао мејнстрим.

## Музика од краја XX века до данас
У 21. веку, музика се може поделити на 2 типа: општа музика или тунг су (tong su), која је званично промовисана и контролисана од стране државе а чији су извођачи обично соло уметници; и популарна музика тј. љусинг јинјуе (liuxing yinyue) која је ниподаштавана од стране државе и углавном су извођачи музичке групе. У општу музику спадају поп музика, реп и хип хоп, а у популарну рок и метал, као и панк-рок. Како се Кина отварала ка Америци, тако се и музика мењала, односно прилагођава се њиховим стандардима и најзаступљенији жанрови постају управо они које странци најбоље прихватају.

### Поп музика
Корен кинеске поп музике проистиче из жанра Шидаићу. Од краја 20. века, кинеска поп музика доживљава велики пораст популарности. Популарна музика као медијум, снимана и преношена електронским путем, имала је готово једнак утицај у Азији, као што је имала у осталим друштвима где је постојала технологија за то. Најчешћа подела поп музике у Кини заснива се на дијалекту којим су песме извођене. Тако постоје канто-поп (кантонски) и мандо-поп (мандарински) песме, али се музика такође дели и на ону која има политичке поруке или субконтекст и на ону која их наизглед нема. Међутим, ова подела није тако једноставна зато што и оне песме, које наводно немају скривене поруке, могу да утичу на промену идеала слушалаца и самим тим промене ставове о неким стварима. Кинеска поп музика постаје популарна, како у Кореји, тако и у Јапану и повећава се број кинеских извођача који одлазе у те земље да започну своје каријере. Један од њих је кинески певач Хан Генг (Han Geng), који је своју каријеру започео у корејској групи Супер Џуниор. Ова група је, услед своје велике популарности у Кини, касније направила под-групу Супер Џуниор М, која је изводила песме на кинеском и која и дан данас спада међу једне од најпопуларнијих и најутицајнијих група кинеског попа. Хан Генг је, напустивши групу, започео своју соло каријеру у Кини, где је тренутно један од најпознатијих извођача који је својом славом заслужио место међу представницима Кине на Олимијским играма 2008. године у Пекингу. Супер Џуниор није једина корејска група која је проширила свој утицај у Кини тако што је певала на кинеском. Тренутно, међу најпопуларније групе спада и група Ексо, тачније Ексо М, кинеска верзија ове корејске групе. Ову групу је компанија С. М. Ентертејмент (S.M. Entertainment) основала 2011. године. Песма „ Мама" доживела је велики успех и ван граница Азије, мада је корејска верзија проширенија. Иако у попу преовлађују групе, постоје и изузетно познати соло извођачи међу којима су и Ванг Феј (Wang Fei) и Ванг Лихом (Wang Lihom), обоје и са музичким и са драмским каријерама. Ванг Феј је постала позната певајући баладе на кантонском, иако јој је матерњи био мандарински, док је Ванг Лихомов јединствен музички стил, у коме је убацивао елементе из Пекиншке опере у хип хоп и поп музику, потпуно очарао публику. Такође, велику популарност имају и певачи попут Терезе Тенг (Tereѕa Teng), Аните Муеи (Anita Mui), као и Лесли Ченг (Leslie Cheung). 2000. године је основан први онлајн музички портал кинеске поп музике под називом EolAsia.com. Године 2010, на музичкој додели награда у Кини, састављен је списак топ-30 најпознатијих кинеских поп певача од 1980. године. међу којима су и неки горе поменути.
Топ-30
| Име                               | Пол    | Година рођења | Место рођења |
| --------------------------------- | ------ | ------------- | ------------ |
| Љу Ђачанг (Liu Jia-chang)                      | мушко  | 1941          | Хејлунгђанг  |
| Ли Гуји (Li Guyi)                        | женско | 1944          | Јунан        |
| Џорџ Лам (George Lam)                       | мушко  | 1947          | Хонгконг     |
| Сем Хуеи (Sam Hui)                       | мушко  | 1948          | Хонгконг     |
| Пола Цуи (Paula Tsui)                       | женско | 1949          | Хубеј        |
| Роман Там ()                      | мушко  | 1950          | Гуангдунг    |
| Алан Там ()                       | мушко  | 1950          | Хонгконг     |
| Стивен Љу (Steven Liu)                      | мушко  | 1952          | Тајван       |
| Џули Су (Julie Su)                        | женско | 1952          | Тајван       |
| Тереза Тенг (Tereza Teng)                    | женско | 1953          | Тајван       |
| Фунг Феј Феј (Fong Fei Fei)                   | женско | 1953          | Тајван       |
| Џени Ценг (Jenny Tseng)                      | женско | 1953          | Макао        |
| Ло Тају (Lo Ta-yu)                        | женско | 1954          | Тајван       |
| Феј Јучинг (Fei Yu-ching)                     | мушко  | 1955          | Тајван       |
| Лесли Ченг ()                     | мушко  | 1956          | Хонгконг     |
| Дени Чен (Danny Chan)                       | мушко  | 1958          | Хонгконг     |
| Ч'ји Ју (Chyi Yu)                        | женско | 1957          | Тајван       |
| Цаи Чин (Tsai Chin)                        | женско | 1957          | Тајван       |
| Ч'ји Чин (Chyi Chin)                       | мушко  | 1960          | Тајван       |
| Анита Муеи (Anita Mui)                     | женско | 1963          | Хонгконг     |
| Џонатан Ли - музички продуцент (Jonathan Lee) | мушко  | 1958          | Тајван       |
| Џеки Ченг ()                      | мушко  | 1961          | Хонгконг     |
| Цуи Ђен (Cui Jian)                        | мушко  | 1961          | Пекинг       |
| Љу Хуан (Liu Huan)                        | мушко  | 1963          | Тјенцин      |
| дуо Тат Минг (Tat Ming Pair)                   | мушко  |               | Хонгконг     |
| Бијонд бенд (Beyond)                    | мушко  |               | Хонгконг     |
| Сенди Лам (Sandy Lam)                      | женско | 1966          | Хонгконг     |
| Ванг Феј ()                       | женско | 1969          | Пекинг       |
| Исон Чан (Eason Chan)                       | мушко  | 1974          | Хонгконг     |
| Џеј Чоу (Jay Chou)                        | мушко  | 1979          | Тајван       |

### Реп и хип-хоп музика
Реп музика на мандаринском је постепено повећавала своју популарност у Континенталној Кини, нарочито у Шангају и Пекингу где је поп култура била разноврсна и модерна. Као и у попу, најзаступљенији дијалекти су мандарински и кантонски, мада мандарински игра већу улогу тиме што привлачи и тајванску публику.

### Рок и метал музика
Нашироко познат отац кинеског рока је Цуи Ђен(Cui Jian), који је касних 1980-их извео прву кинеску рок песму „Нема ничег у мом имену“ (Yi wu suo you). То је уједно био и први пут да је коришћена електрична гитара у Кини. Његови, критички настројени текстови, изазвали су непријатности са владом, па је много његових концерата било забрањено или отказано. Након протеста на Тргу небеског мира 1989. године, Цуи Ђен је наступао са црвеним повезом око главе као знак протеста против владе. Рок бендови као што су Хеј Бао(Hei Bao) и Танг династи(Tang dinasty) су такође започели своје каријере касних 1980-их и почетком 1990-их. Хеј Бао је био класичан рок бенд, док је Танг династи био први хеви метал бенд у Кини који је комбиновао традиционалну Кинеску оперу са тврдим метал звуком. Први треш метал бенд, Чао Цаи (Chao Zai), оформљен је око 1995. године. Многи, касније створени бендови, били су под утицајем америчке музике и бендова као што су Лимп Бизкит, Корн, Линкин парк и многих других. Блек метал је нови жанр који бива све запаженији у Азији, посебно у Континенталној Кини.
Иако илегално скидање музике са интернета постоји у Кини, знатно је мање него у осталим земљама.
- Xип-хоп бенд Да Маут (Da Mouth) на конференцији за штампу
- Мандо-поп певач Ванес Ву (Vanness Wu) на додели награда
- Ши (S.H.E) женска поп група на својој турнеји
- Фолк певачица Са Дингдинг(Sa Dingding) на једном од својих наступа
- Млада певачица Кимберли Чен (Kimberley Chen)